# UFC 310
UFC 310: Pantoja vs. Asakura è stato un evento di arti marziali miste tenuto dalla Ultimate Fighting Championship il 7 dicembre 2024 alla T-Mobile Arena di Las Vegas, negli Stati Uniti.

## Risultati
|                                        | Divisione             |                       |                 |                   | Metodo                                      | Round           | Tempo           | Premio          |
| Card Principale                        | Card Principale       | Card Principale       | Card Principale | Card Principale   | Card Principale                             | Card Principale | Card Principale | Card Principale |
| -------------------------------------- | --------------------- | --------------------- | --------------- | ----------------- | ------------------------------------------- | --------------- | --------------- | --------------- |
| Sfida valida per il titolo di campione | Pesi mosca            | Alexandre Pantoja (c) | batte           | Kai Asakura       | Sottomissione tecnica (rear-naked choke)    | 2               | 2:05            | POTN            |
|                                        | Pesi welter           | Shavkat Rakhmonov     | batte           | Ian Garry         | Decisione unanime (48–47, 48–47, 48–47)     | 5               | 5:00            |                 |
|                                        | Pesi massimi          | Ciryl Gane            | batte           | Aleksandr Volkov  | Decisione non unanime (29–28, 28–29, 29–28) | 3               | 5:00            |                 |
|                                        | Pesi piuma            | Bryce Mitchell        | batte           | Kron Gracie       | KO (slam e gomitate)                        | 3               | 0:39            |                 |
|                                        | Pesi piuma            | Choi Doo-ho           | batte           | Nate Landwehr     | KO tecnico (gomitate)                       | 3               | 3:21            |                 |
| Card Principale                        |                       |                       |                 |                   |                                             |                 |                 |                 |
|                                        | Pesi mediomassimi     | Dominick Reyes        | batte           | Anthony Smith     | KO tecnico (gomitate e pugni)               | 2               | 4:46            |                 |
|                                        | Pesi welter           | Vicente Luque         | batte           | Themba Gorimbo    | Sottomissione tecnica (anaconda choke)      | 1               | 0:52            | POTN            |
|                                        | Pesi piuma            | Movsar Evloev         | batte           | Aljamain Sterling | Decisione unanime (29–28, 29–28, 29–28)     | 3               | 5:00            |                 |
|                                        | Catchweight (175 lbs) | Bryan Battle          | batte           | Randy Brown       | Decisione non unanime (28–29, 29–28, 29–28) | 3               | 5:00            |                 |
|                                        | Catchweight (195 lbs) | Eryk Anders           | batte           | Chris Weidman     | KO tecnico (pugni)                          | 2               | 4:51            |                 |
|                                        | Pesi mosca            | Joshua Van            | batte           | Cody Durden       | Decisione unanime (29–28, 30–26, 30–27)     | 3               | 5:00            |                 |
|                                        | Pesi welter           | Michael Chiesa        | batte           | Max Griffin       | Sottomissione (rear-naked choke)            | 3               | 1:56            |                 |
|                                        | Pesi leggeri          | Chase Hooper          | batte           | Clay Guida        | Sottomissione (armbar)                      | 1               | 3:41            | POTN            |
|                                        | Pesi massimi          | Kennedy Nzechukwu     | batte           | Łukasz Brzeski    | KO tecnico (pugni)                          | 1               | 4:51            | POTN            |

## Premi
I lottatori premiati ricevettero un bonus di 50.000 dollari.
Legenda:
- FOTN: Fight of the Night (vengono premiati entrambi gli atleti per il miglior incontro dell'evento)
- POTN: Performance of the Night (viene premiato il vincitore per la migliore performance dell'evento)